# HD187578
HD187578 — хімічно пекулярна зоря спектрального класу
B9 й має видиму зоряну величину в смузі V приблизно  7,6.

## Пекулярний хімічний склад
Зоряна атмосфера HD187578 має підвищений вміст 
Si
.